# بارت روسپولی
بارت روسپولی (ایتالیایی: Bart Ruspoli؛ زادهٔ ۸ نوامبر ۱۹۷۶) بازیگر اهل ایتالیا است.
از فیلم‌ها یا مجموعه‌های تلویزیونی که وی در آن‌ها نقش داشته‌است، می‌توان به جوخه برادران، ایست‌اندرز و رم اشاره نمود.